# Voïvodie d'Opole (1975-1998)
Ne doit pas être confondu avec Voïvodie d'Opole.
Pour les articles homonymes, voir Opole (homonymie).
La voïvodie d'Opole (en polonais : województwo opolskie) était une unité de division administrative et un gouvernement local de Pologne entre 1975 et 1998. 
Son territoire s'étendait sur 8 535 km2 et il est désormais couvert par la nouvelle voïvodie d'Opole, à la suite d'une loi de 1998 réorganisant le découpage administratif du pays.
En 1998, la voïvodie comptait 1 023 700 habitants.
La capitale de la voïvodie était Opole.

## Bureaux de district (Powiat)
Sur la base de la loi du 22 mars 1990, les autorités locales de l'administration publique générale, ont créé 4 régions administratives associant une dizaine de municipalités.
Bureau de district de Kraśnik
Urząd Rejonowy w Brzegu dla gmin: Brzeg, Grodków, Lewin Brzeski, Lubsza i Olszanka oraz miasta Brzeg
- Gminy

1. Borzechów
2. Dzierzkowice
3. Kraśnik
4. Urzędów
5. Wilkołaz
6. Zakrzówek

- Ville

1. Kraśnik

Bureau de district de Głubczyce
- Gminy

1. Baborów
2. Branice
3. Głubczyce
4. Kietrz

Bureau de district de Kędzierzyn-Koźle
- Gminy

1. Bierawa
2. Cisek
3. Głogówek
4. Pawłowiczki
5. Polska Cerekiew
6. Reńska Wieś
7. Walce
8. Zdzieszowice

- Ville

1. Kędzierzyn-Koźle

Bureau de district de Nysa
- Gminy

1. Głuchołazy
2. Kamiennik
3. Korfantów
4. Lubrza
5. Łambinowice
6. Nysa
7. Otmuchów
8. Paczków
9. Pakosławice
10. Prudnik
11. Skoroszyce

Bureau de district de Opole
- Gminy

1. Biała
2. Chrząstowice
3. Dąbrowa
4. Dobrzeń Wielki
5. Gogolin
6. Komprachcice
7. Krapkowice
8. Łubniany
9. Murów
10. Niemodlin
11. Ozimek
12. Pokój
13. Popielów
14. Prószków
15. Strzeleczki
16. Tarnów Opolski
17. Tułowice
18. Turawa
19. Zębowice

- Ville

1. Opole

Bureau de district de Strzelce Opolskie
- Gminy

1. Izbicko
2. Jemielnica
3. Kolonowskie
4. Leśnica
5. Strzelce Opolskie
6. Ujazd
7. Zawadzkie

## Villes
Population au 31 décembre 1998 :
- Opole
- Kędzierzyn-Koźle
- Nysa
- Brzeg
- Kluczbork
- Prudnik
- Strzelce Opolskie
- Krapkowice
- Namysłów
- Głuchołazy
- Głubczyce
- Zdzieszowice
- Ozimek
- Grodków
- Paczków
- Zawadzkie
- Niemodlin
- Kietrz
- Wołczyn
- Gogolin
- Lewin Brzeski
- Głogówek
- Otmuchów
- Byczyna
- Prószków
- Biała
- Korfantów